# Nuottisaari (ö i Norra Savolax, Norra Savolax, lat 63,51, long 27,60)
Nuottisaari är en ö i Finland. Den ligger i sjön Ala-Varpanen och i kommunen Idensalmi i den ekonomiska regionen  Övre Savolax ekonomiska region  och landskapet Norra Savolax, i den centrala delen av landet, 400 km norr om huvudstaden Helsingfors. Öns area är 0,1 hektar och dess största längd är 50 meter i sydöst-nordvästlig riktning.